# Сарыджалы (Сарыджалинский округ, Агдамский район)
Сарыджалы́ (азерб. Sarıcalı) — село в Сарыджалинском сельском административно-территориальном округе Агдамского района Азербайджана.

## География
Село находится на Карабахской равнине, в 6 км к востоку от центра города Агдам.

## Этимология
Село раньше называлось Дергяхлы Сарыджалысы (азерб. Dərgahlı Sarıcalısı — Дергяхлинское Сарыджалы). Название происходит от племени сарыджалы, позже расколовшегося на роды, в том числе и дергяхлы.

## Общие сведения
Село Сарыджалы является центром Сарыджалинского сельского административно-территориального округа Агдамского района Азербайджана, село Агдамкенд отсутствует в списке населённых пунктов государства. В Агдамском районе есть ещё одно село Сарыджалы — в Чеменлинском сельском административно-территориальном округе.

## История
На 1977 год село входило в состав Агдамкендского сельсовета Агдамского района Азербайджанской ССР.

### Карабахский конфликт
23 июля 1993 года во время Первой Карабахской войны село было занято армянскими вооружёнными силами и попало под контроль непризнанной Нагорно-Карабахской Республики.

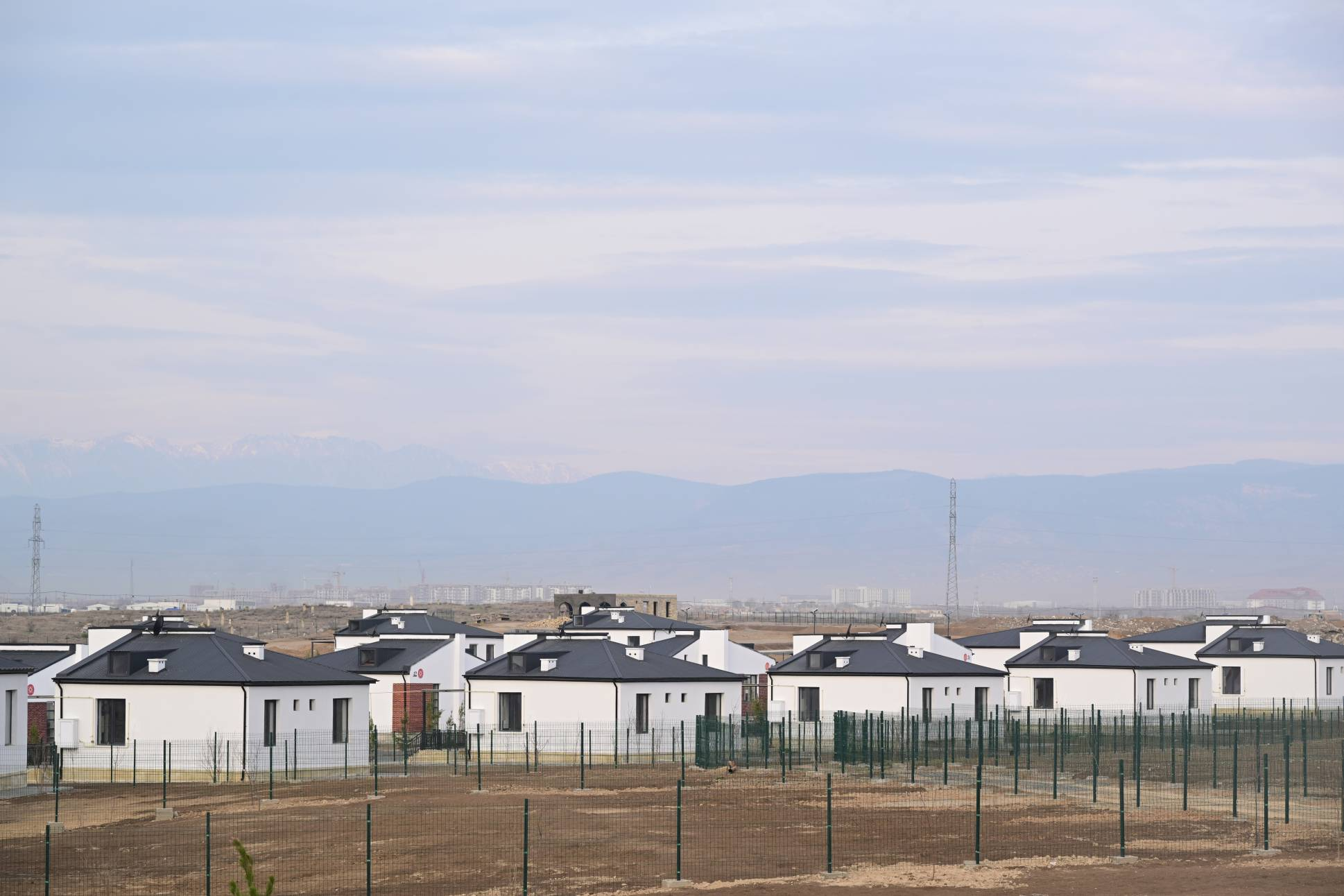
Сарыджалы 2025

После окончания Второй Карабахской войны было подписано заявление о прекращении огня, по условиям которого 20 ноября 2020 года вся территория Агдамского района была возвращена Азербайджану.
После освобождения в селе в июне 2023 года было обнаружено массовое захоронение.

## Восстановление после войны
4 октября 2022 года был заложен фундамент села Сарыджалы. Село рассчитано на 1 873 человека (425 семей). Территория села составит больше 123 гектара. Будет построено 425 домов.

Перед началом строительства территория была очищена от мин.

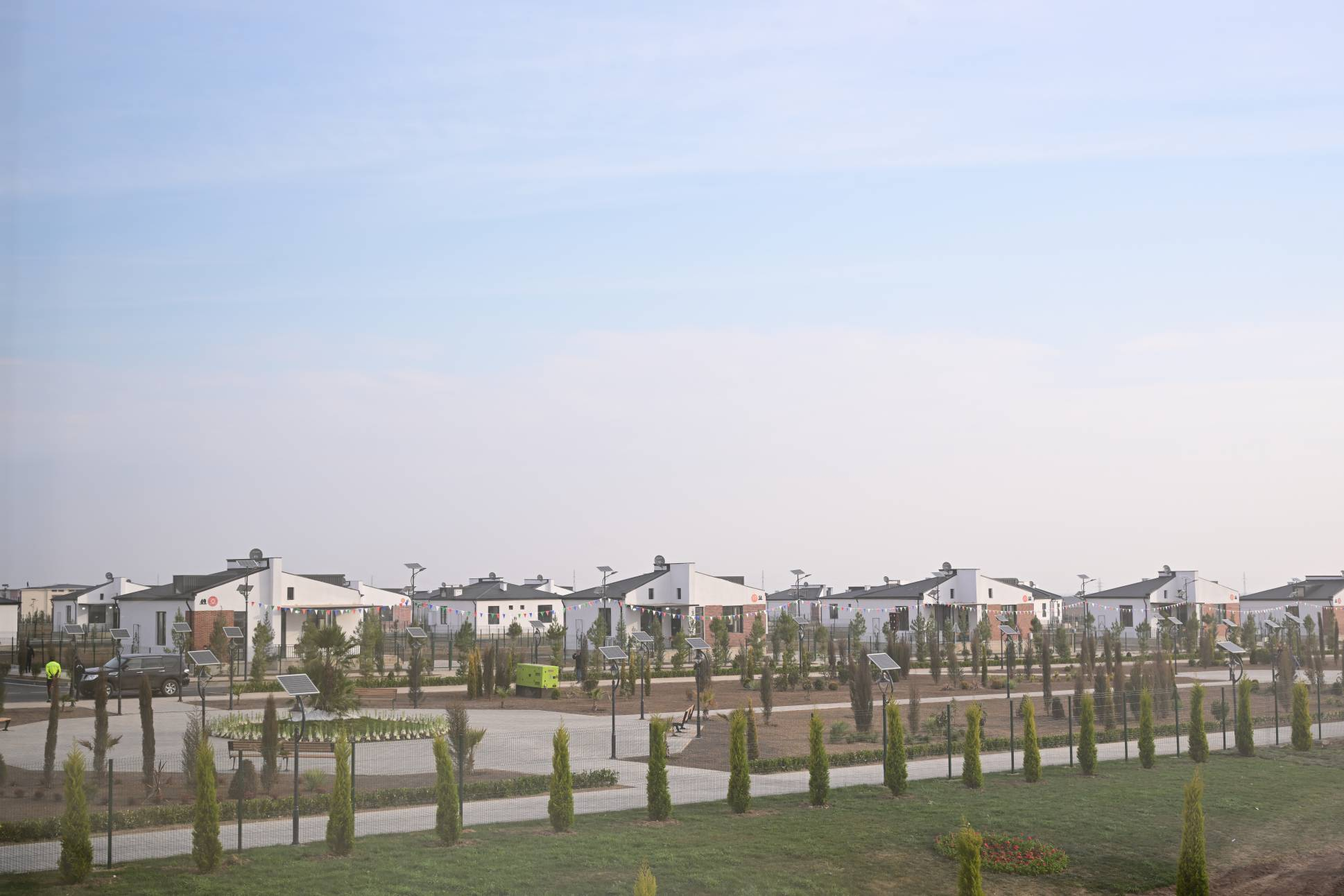
Сарыджалы 2025

27 марта 2025 года состоялось открытие первого этапа села. Жителям, переехавшим в новые дома, были вручены ключи от квартир.
К марту 2025 года построены 203 дома, школа на 360 ученических мест, детский сад, экономические, социальные учреждения, объекты бытового обслуживания, клубно-общинный и культурный центры. Проложены дороги, проведены электричество, связь, водопровод, обеспечено газоснабжение.
На крышах нежилых зданий установлены солнечные панели.
На май 2025 года ведётся очистка от мин территории вокруг села. Очищаемая территория является бывшей линией соприкосновения. Территория загрязнена противопехотными, противотанковыми минами, неразорвавшимися боеприпасами.

## Население
До занятия села в 1993 году армянскими вооружёнными силами в селе проживало 1024 человека (239 семей).
2 апреля 2025 года в село переселились 28 семей (110 человек). 10 апреля того же года в село переселились 39 семей (153 человека). 21 апреля в село переселились 34 семей (141 человек). 29 апреля в село переселилось ещё 39 семей из 169 человек, а 30 апреля в село переселились ещё 35 семей из 158 человек. 24 июня того же года в село пересилась ещё одна семья из 4 человек. Это были семьи бывших вынужденных переселенцев, которые ранее временно проживали в различных местах страны, преимущественно в общежитиях, санаториях и административных зданиях.
По состоянию на 24 июня 2025 года общее количество семей переселившихся в село стало составлять 186 из 775 человек.

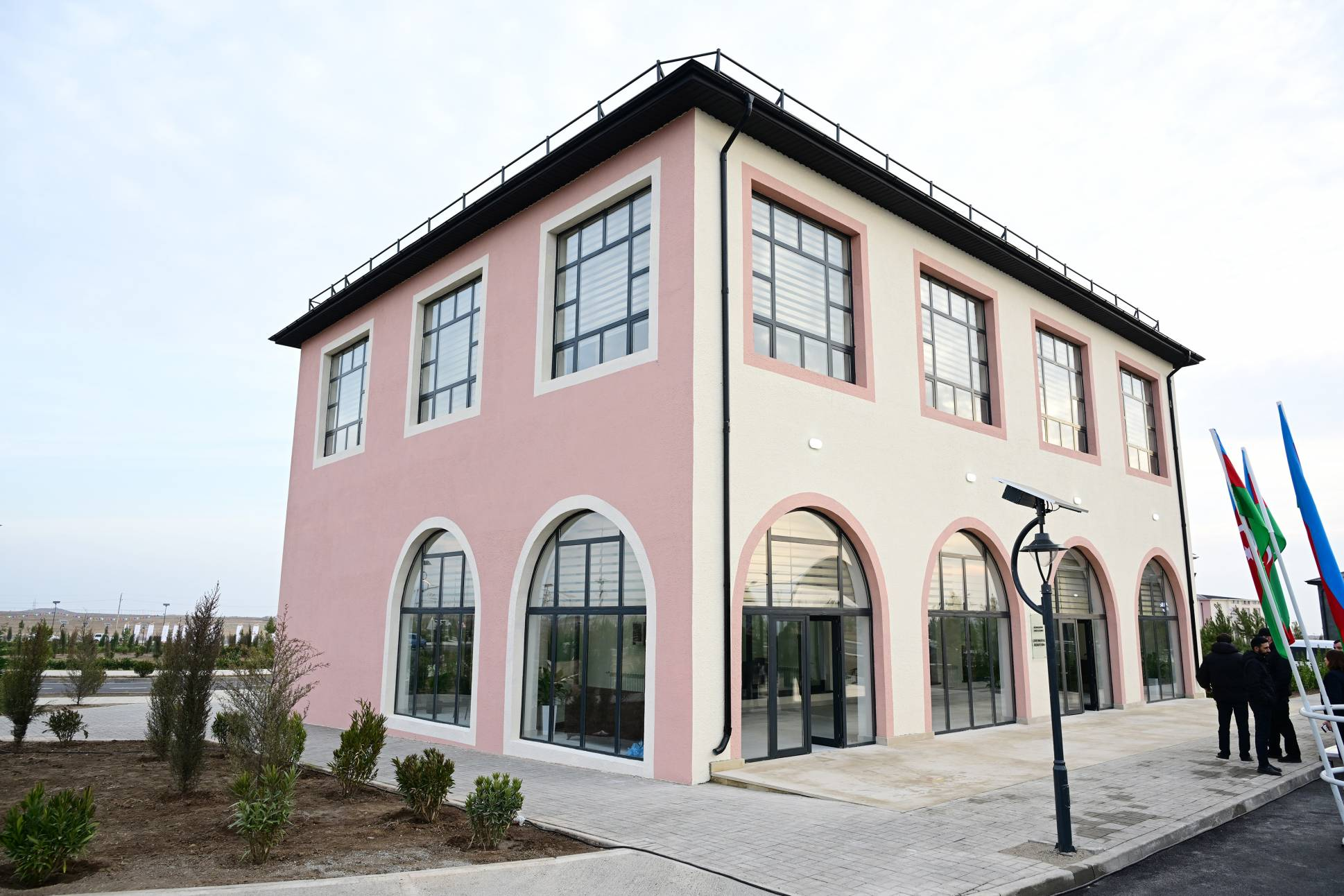
Сарыджалы, 2025
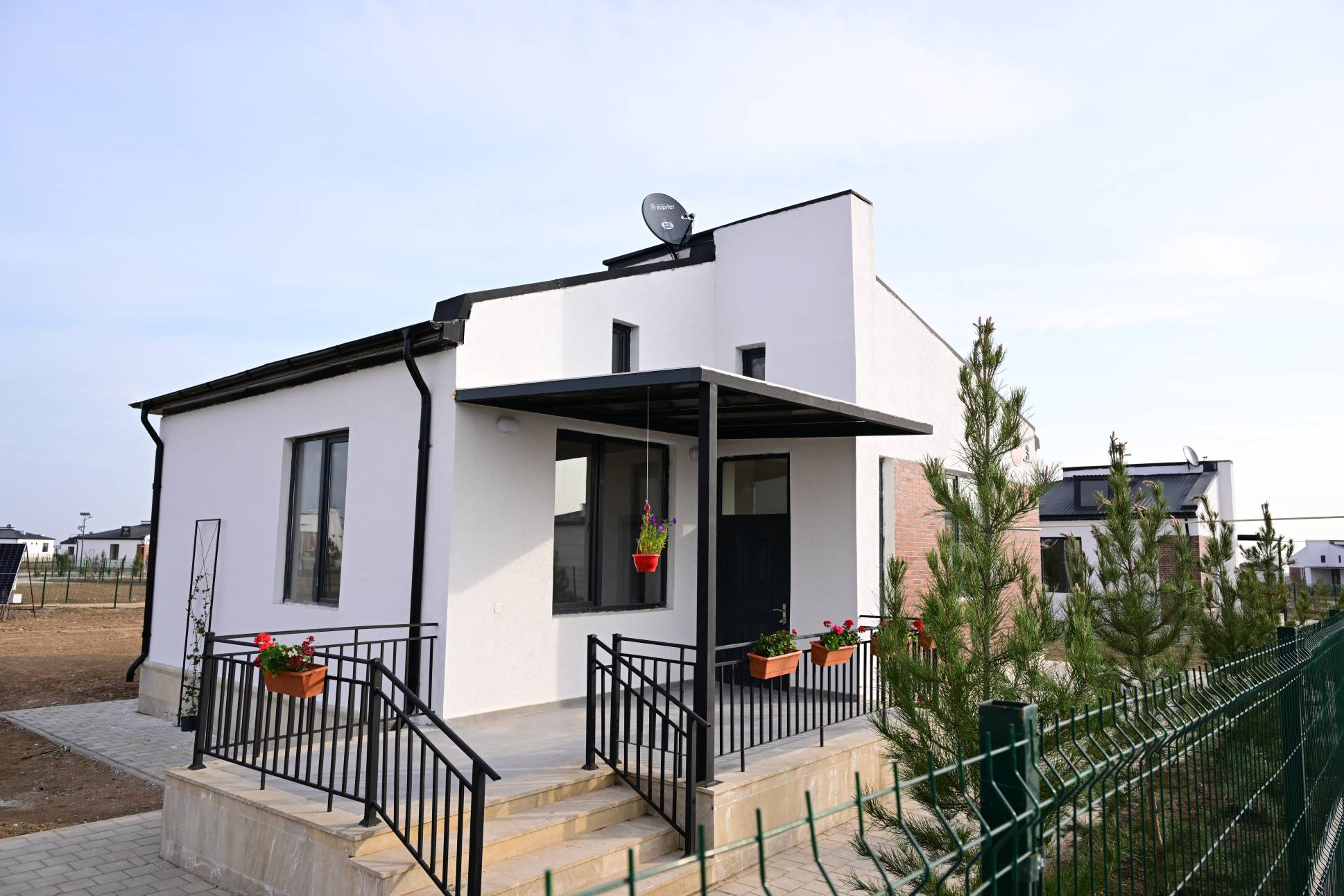
Сарыджалы, 2025

## Галерея

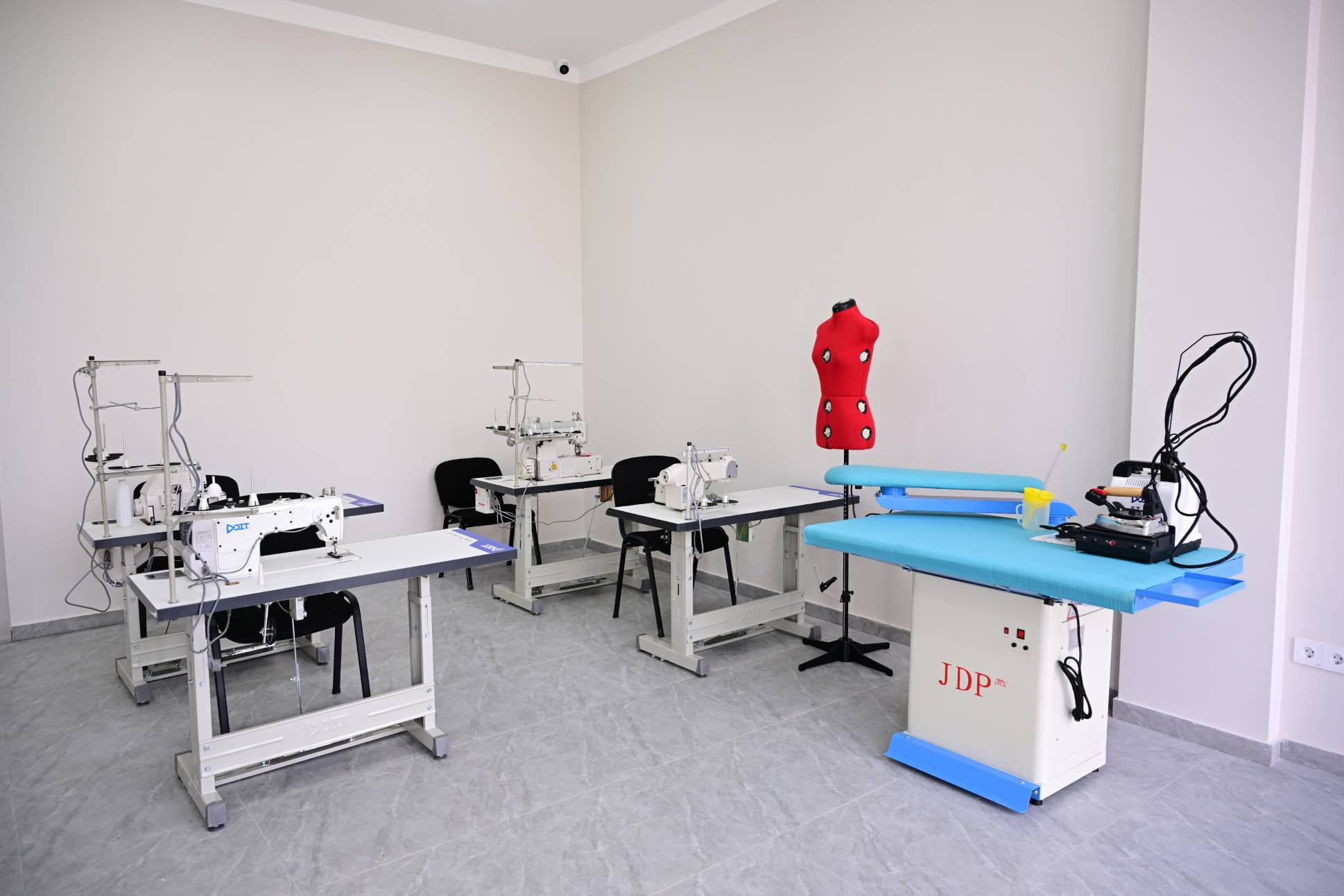
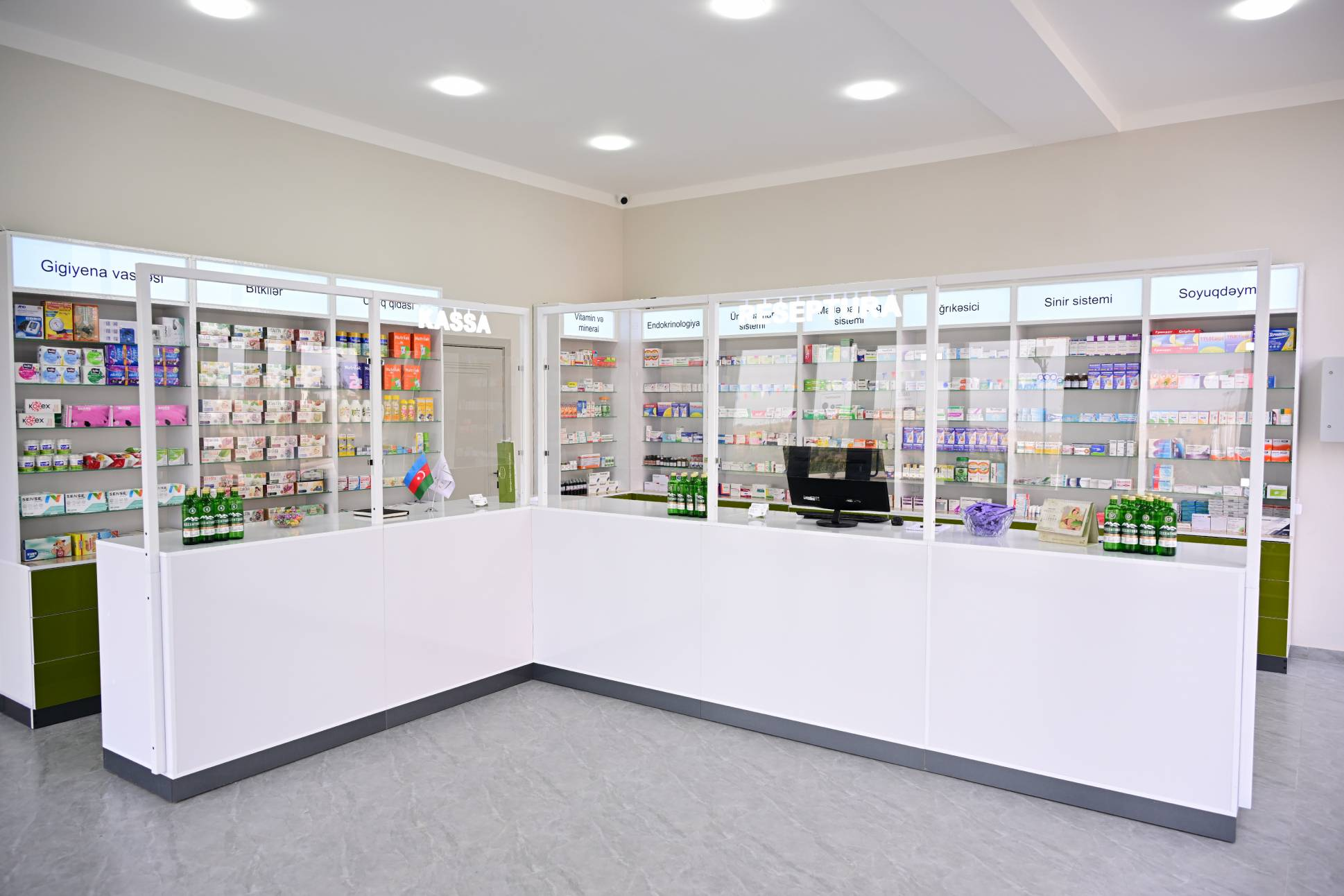
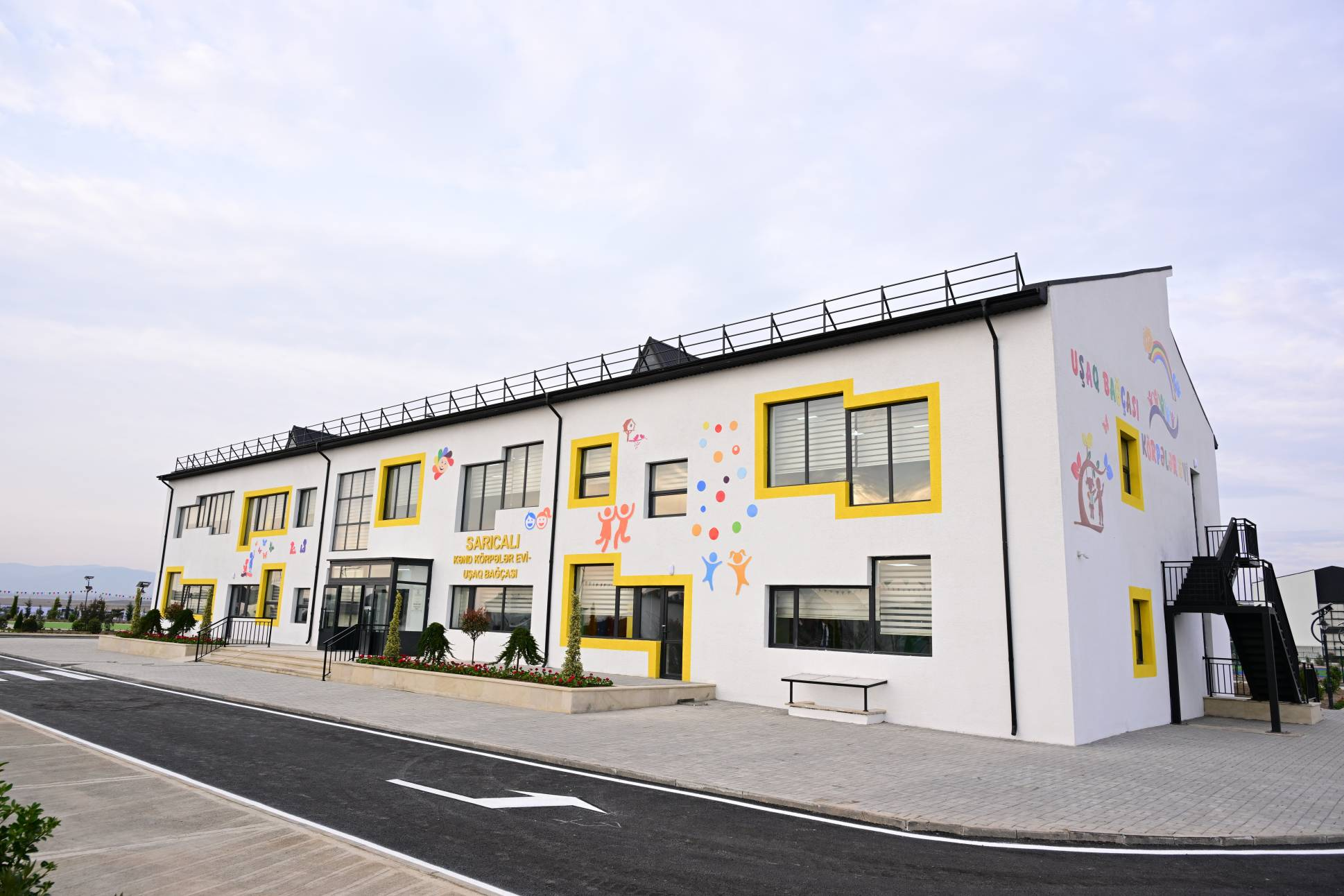
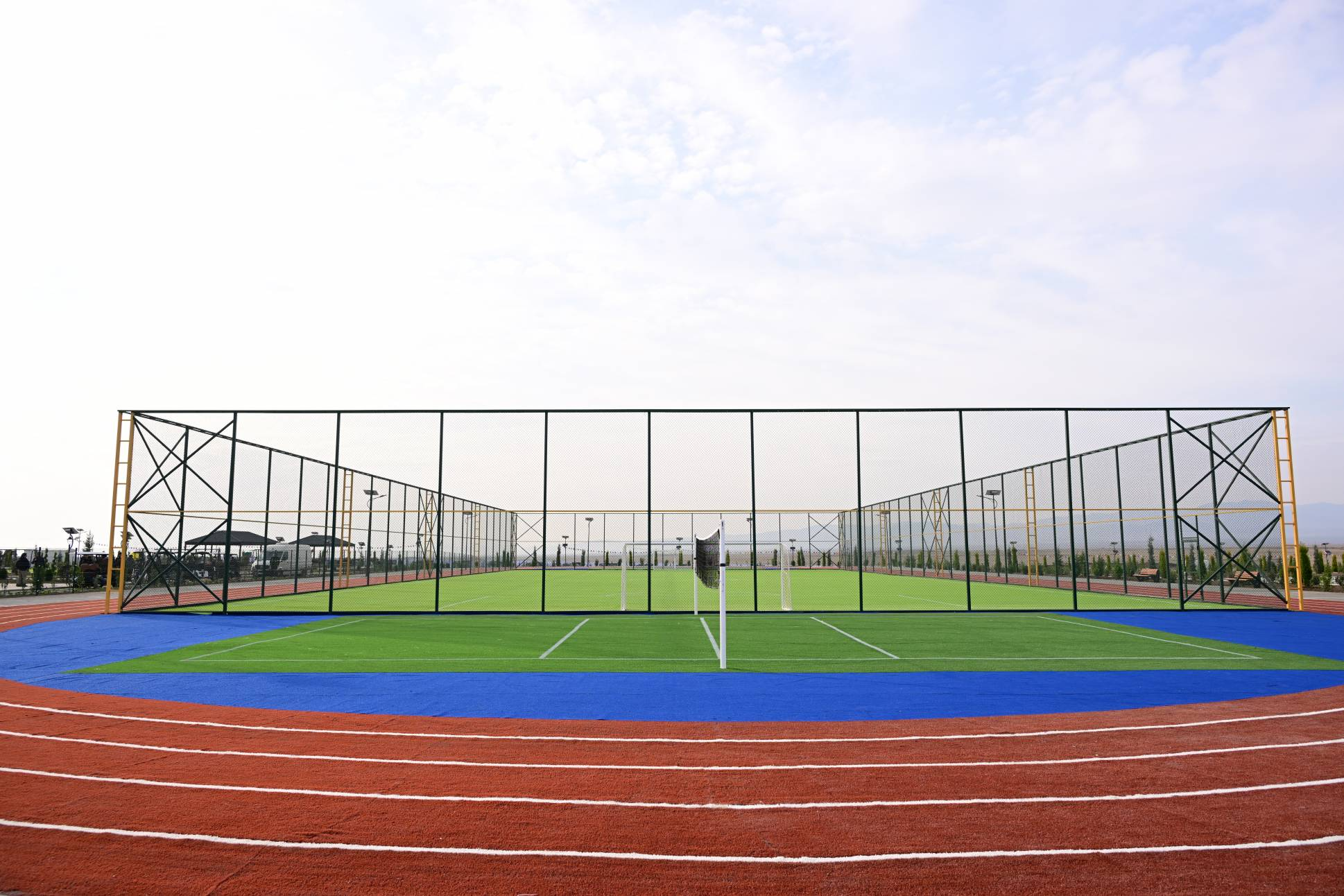
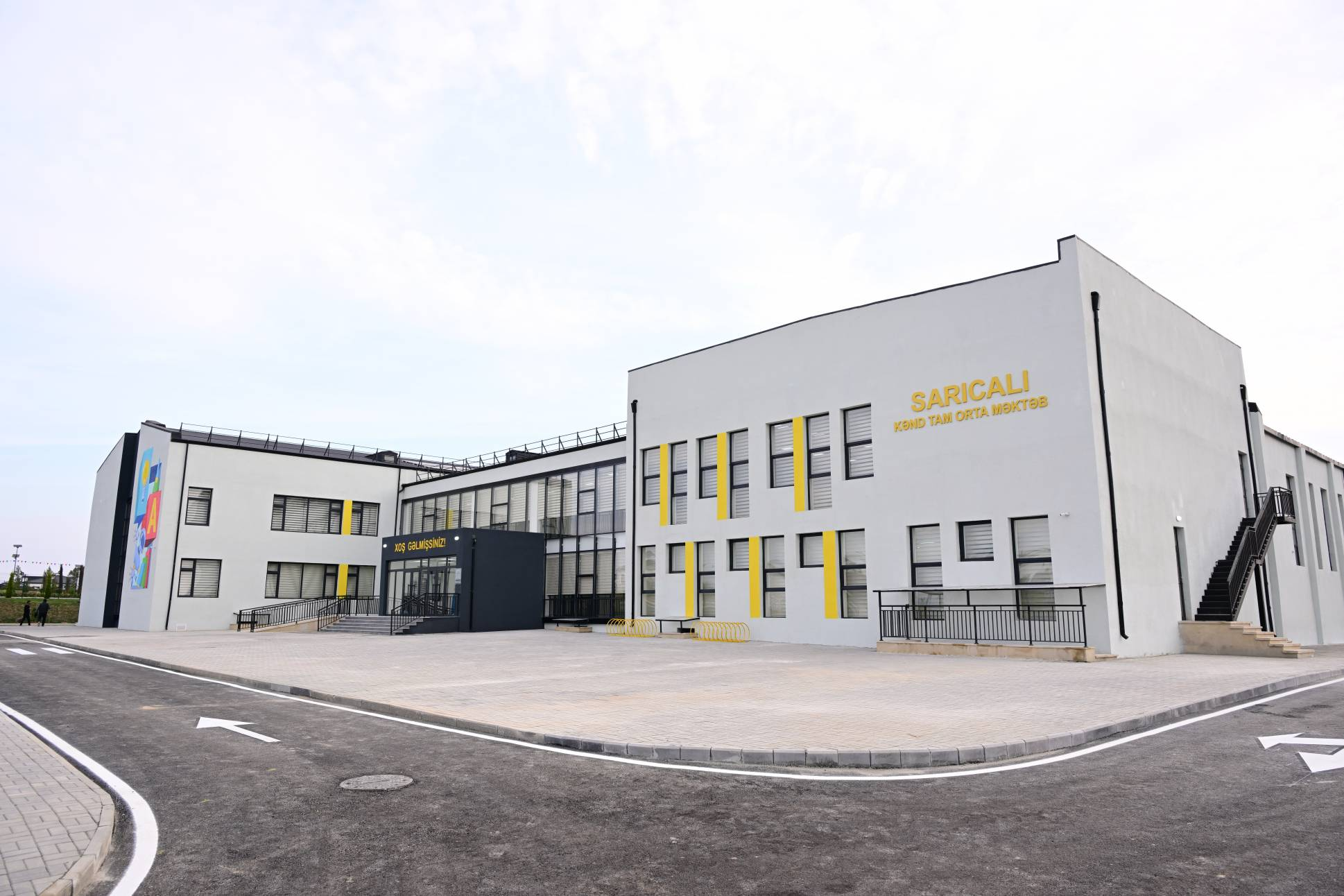
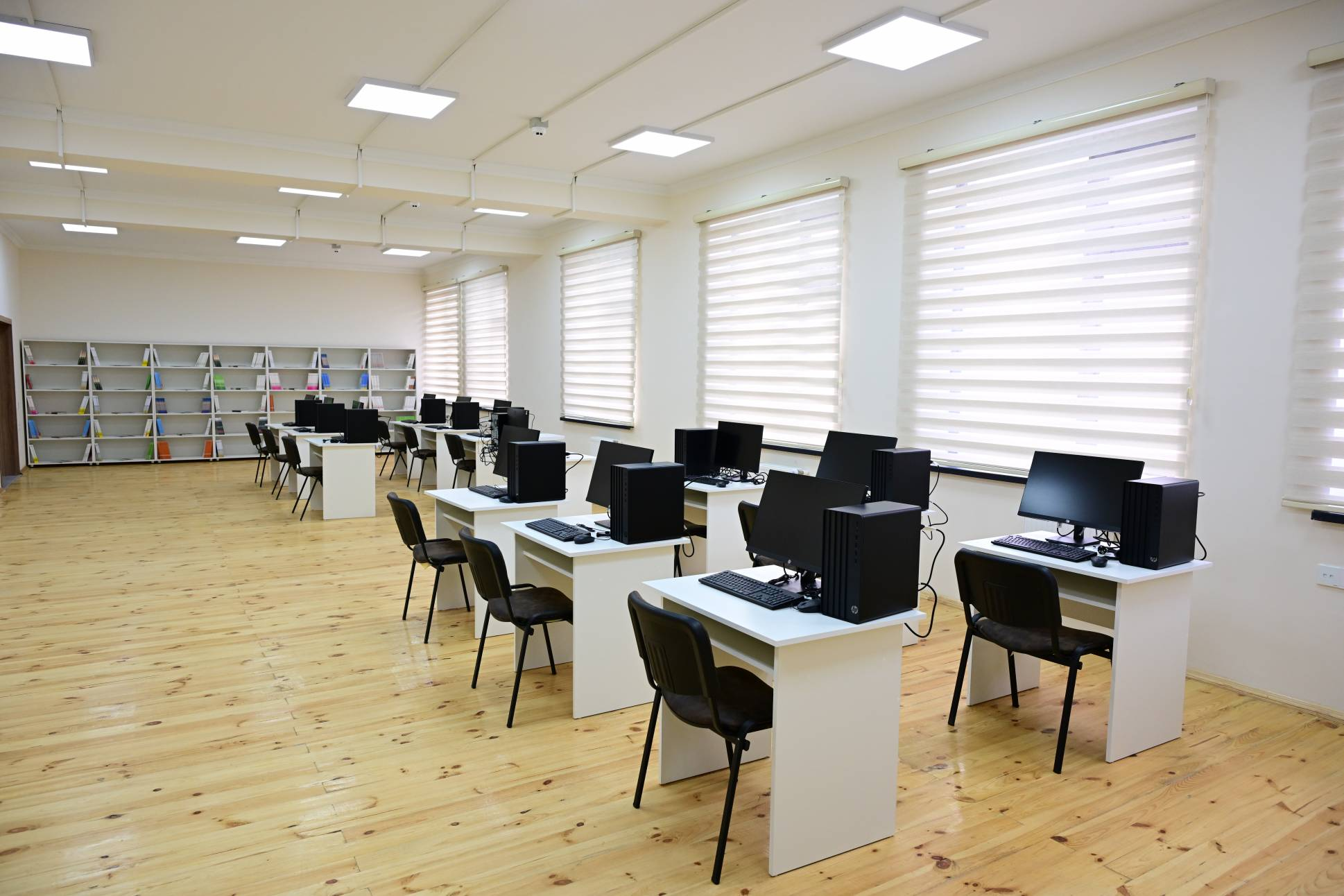
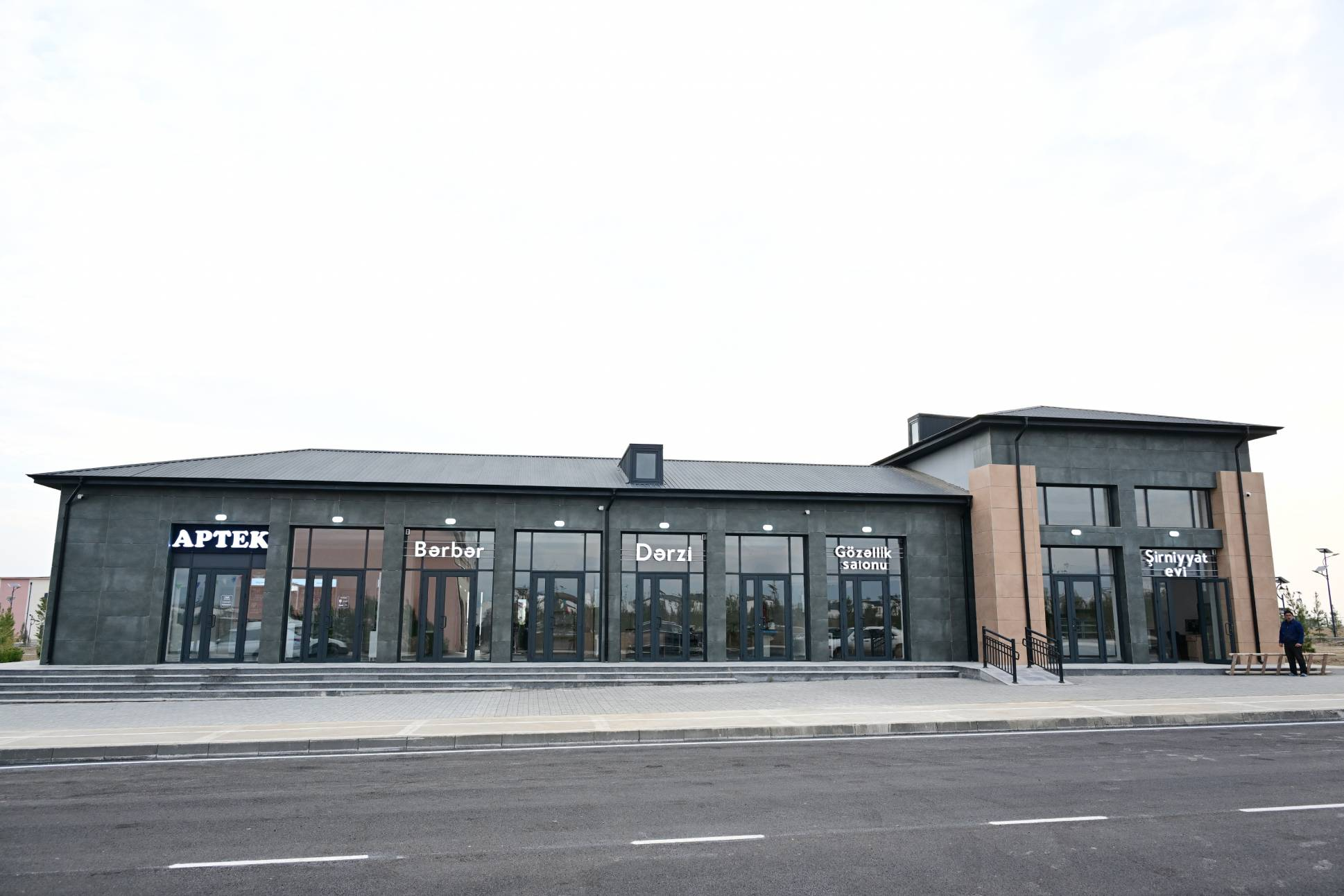